# Sally Struthers
Sally Ann Struthers (28 de julio de 1948) es una actriz estadounidense, ha actuado en Gloria Stivic y en All in the Family.

## Roles en televisión
- The Tim Conway Comedy Hour (1970)
- The Smothers Brothers Comedy Hour (1970)
- The Pebbles and Bamm-Bamm Show (1971–1972)
- All in the Family (1971–1978)
- Aloha Means Goodbye (1974)
- Hey, I'm Alive! (1975)
- The Great Houdini (1976)
- Intimate Strangers (1977)
- Fred Flintstone and Friends (1977–1978)
- My Husband Is Missing (1978)
- And Your Name Is Jonah (1979)
- A Gun in the House (1981)
- Gloria (1982–1983)
- Alicia en el país de las maravillas (1985)
- 9 to 5 (1986–1988)
- A Deadly Silence (1989)
- TaleSpin: Plunder & Lightning (1990)
- TaleSpin (1990–1994)
- Dinosaurs (1991–1994)
- In the Best Interest of Our Children (1992)
- The New Adventures of Mother Goose (1995)
- The Awful Truth with Michael Moore (1999)
- General Hospital (2002)
- Gilmore Girls (2000–2007)
- Still Standing (2003–2006)
- The Winner (2007)

## Curiosidades
Se satiriza la figura de Sally Struthers en dos capítulos de South Park, haciendo mención a su obesidad debida al hábito de comerse la ayuda alimentaria para los hambrientos de África. Los capítulos son «Paco el Flaco» y «Paco el Flaco en el espacio». En este último capítulo, Sally es retratada como Jabba el Hutt.
También se nombra a Sally Struthers en el episodio 19 temporada 2 de The Nanny haciendo mención a cuántos niños de África puede alimentar con $50 dólares, pero burlándose de su aspecto físico y si realmente está alimentando a alguien con su figura.